# 金曜カーソル
金曜カーソル（きんようカーソル）は、WOWOWプライムで放送されている生ワイド番組。2013年11月15日開始。キャッチコピーは「テレビをあそべ!参加型エンタメダービー」。

## 概要
2013年9月まで放送されていた『ザ・プライムショー』の後継番組として開始。本番組はノンスクランブルで放送されている。
主に視聴者の支持率で進行している。これは視聴者がカーソルとなって番組に参加するという仕組みである（スマートフォンで登録すれば参加可能）。
番組のエンディングにはその日の参加者の名前が画面に表示される。放送上は早く流れることがあるが、動画サイト「W流」ではゆっくり流れている。
2014年7月25日のサードアタック（3問目）で重大発表があり、レギュラー放送の終了が同日放送分であることが発表された。
その後、2014年8月8日・9月12日にも特別版としてレギュラー放送と同様に生放送を行う。

## 主な出演者

### MC
- ジョージ・ウィリアムズ
- 秋元梢

### 週替わりMC
基本的に週替わりであるが、スケジュールなどのこともあり1か月以上出演がなかったり1～2週おいての出演になる場合もある。
- 板尾創路
- 中川翔子
- 吉村由美
- 泉谷しげる
- 須藤元気

### 不定期での出演者
- 有村昆
- 千原ジュニア[1]
- ドグマ風見

### ナレーター
- 市川展丈
- 小松由佳
- 森山周一郎

### WOWOWアナウンサー
- 山藤美智（元・札幌テレビ放送、STVラジオ[2]アナウンサー）
- 木村英里（元・テレビ静岡アナウンサー）
- 土田優香（元・NHK福井放送局→NHK仙台放送局キャスター）

### 水着カーソル隊
この水着カーソル隊は放送ではカーソルインフォメーションのみの出演で、放送後にゲスト出演者にインタビューをしている。当初はそのインタビュー動画がW録で1位にならないと番組内で顔出しができない条件があった。2014年2月14日の放送で初めて顔出しが実現した。2014年4月以降はそういった告知はしなくなり、ゲスト出演者とカーソル隊との掛け合い（これは同年3月以前からしている）に変わっていき、顔出しも普通に行われるようになった。
- 青木ゆみか（番組ではユッチェと表現）
- 佐藤さくら（番組ではさくちゃんと表現）
- 白川未奈（番組ではみーちゃんと表現）

番組内での氏名テロップは「水着カーソル隊」のみで、個人氏名は表示されていない。
2014年7月25日のハリウッドじゃんけんではカーソル隊が担当したが、カーソル隊は同日で卒業が告げられた（それを告げたのは青木）。

### 過去に出演
- 中島そよか（WOWOWアナウンサー、元・テレビ静岡アナウンサー）
- 増山江威子（ナレーション、2014年3月28日まで）

## コーナー
- エンタメブックメーカー - 3択問題に対してカーソルコインをBETして（賭けて）正解を予想するコーナー。正解するとそのオッズに応じてカーソルコインが支払われる（ただし実際のコインではなくポイントである）。ファイナルベット（最終問題）は放送時点ではまだ結果、答えが出ていないため結果予想となり、正解は次の回のオープニングのあとに発表されるが、ファイナルベットにおいては3択のうち、これにも当てはまらなかった場合、全ての賭けたカーソルコインは参加者に払い戻される。[5]。
- ハリウッドじゃんけん - 映画のワンシーンでじゃんけんをするコーナー。1度選択すると変更はできない。時折スターのインタビューでのじゃんけんになることもある。[6]
- エンタメマトメックス - 特集コーナー。2つのお題をテーマとし、視聴者の投票で2つのものに決着をつけるというコンセプトで構成する。このコーナーにカーソルコインを賭ける必要はない。